# Thanh Đình
Thanh Đình là một xã thuộc thành phố Việt Trì, tỉnh Phú Thọ, Việt Nam.
Xã Thanh Đình có diện tích 7,9 km², dân số năm 2006 là 6.223 người, mật độ dân số đạt 788 người/km².